# Кјаламберто
Кјаламберто (итал. Chialamberto) је насеље у Италији у округу Торино, региону Пијемонт.
Према процени из 2011. у насељу је живело 200 становника. Насеље се налази на надморској висини од 858 м.

## Становништво
| 1936. | 1951. | 1961. | 1971. | 1981. | 1991. | 2001. | 2011. |
| ----- | ----- | ----- | ----- | ----- | ----- | ----- | ----- |
| 950   | 730   | 621   | 483   | 392   | 353   | 362   | 364   |